# Serra Negra do Norte
Serra Negra do Norte é um município brasileiro no interior do estado do Rio Grande do Norte, localizado a sudoeste da capital do estado, distando desta 314 quilômetros. Ocupa uma área de 562 km², e sua população, no censo demográfico de 2024, era 7 801 habitantes, segundo Instituto Brasileiro de Geografia e Estatística, sendo então o 87º município mais populoso do estado (em 167 municípios).
O município foi o segundo a se emancipar de Caicó (depois de Acari), em 3 de agosto de 1874, com o nome de "Serra Negra". Somente em 1943 o nome foi mudado para "Serra Negra do Norte". O nome do município se refere à grande espessura de vegetação primitiva local, com tom escuro e que se localizava em um contorno serrano.

## História
A história de Serra Negra do Norte começa ainda durante a época do Brasil Colônia, quando uma grande sesmaria foi doada a Francisco de Oliveira Toledo. A grande sesmaria se localizava a sul da ribeira do rio Apodi e próximo ao riacho do Peixe. Algum tempo depois, o controle dessa sesmaria passou a ser exercido por João de Freitas da Cunha. Este, algum tempo depois, herdou as terras ao seu irmão Domingos Freitas da Cunha.
No século XVIII (1735), uma fazenda foi construída no local. A capela foi construída logo após o herdeiro ter vendido as terras para Manoel Barbosa de Freitas. Este, após ter doado suas terras ao seu sobrinho Manoel Pereira Monteiro, construiu uma capela construída na localidade, tendo Nossa Senhora do Ó como padroeira. A construção dessa capela foi o marco inicial para o acelerado crescimento populacional na localidade de Serra Negra, às margens do rio Espinharas. Nesse contexto, surge a figura de Francisco Solteirão, que era filho de Manoel Pereira e decidiu que todo o patrimônio construído para os domínios da igreja.
Em 1º de setembro e 1858, uma lei provincial eleva a localidade de Serra Negra à categoria de vila, sendo depois elevado à categoria de município, apenas dezesseis anos depois, em 3 de agosto de 1874, desmembrando-se de Caicó. Mais de nove meses depois (21 de maio de 1875), o município foi oficialmente instalado.
Já no século XX (1932), a sede municipal foi transferida de Serra Negra para São João do Sabugi. Apenas um ano e dois meses depois, a sede voltou a transferida para Serra Negra. Cinco anos depois, a vila de Serra Negra foi elevada à categoria de cidade, sendo, ao mesmo tempo, criado o distrito de São João do Sabugi. Assim, o município passou a ser formado pelos distritos de Serra Negra do Norte e São João do Sabugi. Em 1943, uma lei estadual altera o nome do município, de "Serra Negra" para "Serra Negra do Norte", nomenclatura que mantém até os dias atuais. O nome do município se refere à grande espessura de vegetação primitiva local, com tom escuro e que se localizava em um contorno serrano. Em 1948, o distrito de São João do Sabugi é emancipado de Serra Negra do Norte e torna-se novo município potiguar. De lá até os dias atuais, o município passou a ser constituído somente pelo distrito sede.
No dia 19 de novembro de 2007, alguns eleitores de Serra Negra do Norte foram às urnas para a votação da escolha nova bandeira municipal. A bandeira "Tupi", criada por Valdemar Juvino de Araújo e composta por um fundo branco com o brasão do município, foi eleita com 576 votos.

## Geografia

Serra Negra do Norte e municípios limítrofes (em verde o estado da Paraíba)

De acordo com a divisão do Instituto Brasileiro de Geografia e Estatística (IBGE) vigente desde 2017, o município pertence às regiões geográficas intermediária e imediata de Caicó. Até então, com a vigência das divisões em microrregiões e mesorregiões, Serra Negra do Norte fazia parte da microrregião do Seridó Ocidental, que por sua vez estava incluída na mesorregião Central Potiguar.
Com uma área de 562,396 km², dos quais 1,022 km² constituindo a cidade, o território de Serra Negra do Norte equivale a 1,022% da superfície estadual. Tem como limites Jardim de Piranhas, Timbaúba dos Batistas e São Bento, este na Paraíba (PB), a norte; São José de Espinharas (PB) e São João do Sabugi a sul; Caicó, Timbaúba dos Batistas e novamente São João do Sabugi a leste e a oeste Paulista e mais uma vez São Bento, ambos em território paraibano. Está a 319 km da capital estadual, Natal. 
O relevo do município é formado, em sua maior parte, pela Depressão Sertaneja, estando as maiores altitudes no Planalto da Borborema, do qual faz parte a Serra da Salamandra. A geologia está inserida no embasamento cristalino, localmente representado pelas rochas pré-cambrianas do Grupo Caicó, com idade de cerca de 2,5 bilhões de anos. Os solos são muito férteis e têm sua textura composta por areia e argila, porém são rasos, pedregosos e sensíveis à erosão, ocorrendo os solos bruno não cálcico vértico, mais comum, e o litólico, este típico das áreas de maior declividade e melhor drenado que o primeiro, chamado de luvissolo, enquanto o segundo é denominado de neossolo.
Sendo pouco desenvolvidos, esses solos apresentam uma vegetação rala e xerófila, típica da Caatinga, com a predominância de espécies arbustivas. Serra Negra do Norte abriga a "Estação Ecológica do Seridó", uma unidade de conservação federal de 1 163 hectares criada pelo decreto federal 87 222, de 31 de maio de 1982, sendo seu uso e acesso restritos às atividades de pesquisa. De acordo com o Plano Nacional de Combate à Desertificação (PNCD), o município encontra-se em um processo de desertificação "muito grave".
A cidade se localiza na margem esquerda do Rio Espinharas, um afluente da margem direita do Rio Piranhas-Açu que tem origem na Paraíba a partir da junção dos rios da Cruz e Farinha, cujas nascentes estão nos municípios de Imaculada e Salgadinho, respectivamente, estando sua foz na divisa de Serra Negra do Norte com Jardim de Piranhas e São Bento, este na Paraíba. Dentre os reservatórios, o maior deles é o Açude Dinamarca, com capacidade para 2 724 425 m³.
O clima é semiárido, com temperaturas elevadas chuvas concentradas no primeiro semestre, em grande parte devido à atuação da Zona de Convergência Intertropical (ZCIT). De acordo com a Empresa de Pesquisa Agropecuária do Rio Grande do Norte (EMPARN) e da Agência Nacional de Águas (ANA), desde 1911 a maior em 24 horas registrada em Serra Negra do Norte chegou a 191 mm em 14 de fevereiro de 1934, seguido por 190 mm em 24 de março de 1935 e 166,2 mm em 15 de março de 1950. A partir de novembro de 2020, quando entrou em operação uma estação meteorológica automática da EMPARN em Serra Negra do Norte, as temperaturas variaram entre 16,8 °C em 25 de julho de 2022 e 41,1 °C em 31 de outubro de 2023.
| Dados climatológicos para Serra Negra do Norte                                                  | Dados climatológicos para Serra Negra do Norte | Dados climatológicos para Serra Negra do Norte | Dados climatológicos para Serra Negra do Norte | Dados climatológicos para Serra Negra do Norte | Dados climatológicos para Serra Negra do Norte | Dados climatológicos para Serra Negra do Norte | Dados climatológicos para Serra Negra do Norte | Dados climatológicos para Serra Negra do Norte | Dados climatológicos para Serra Negra do Norte | Dados climatológicos para Serra Negra do Norte | Dados climatológicos para Serra Negra do Norte | Dados climatológicos para Serra Negra do Norte | Dados climatológicos para Serra Negra do Norte |
| Mês                                                                                             | Jan                                            | Fev                                            | Mar                                            | Abr                                            | Mai                                            | Jun                                            | Jul                                            | Ago                                            | Set                                            | Out                                            | Nov                                            | Dez                                            | Ano                                            |
| ----------------------------------------------------------------------------------------------- | ---------------------------------------------- | ---------------------------------------------- | ---------------------------------------------- | ---------------------------------------------- | ---------------------------------------------- | ---------------------------------------------- | ---------------------------------------------- | ---------------------------------------------- | ---------------------------------------------- | ---------------------------------------------- | ---------------------------------------------- | ---------------------------------------------- | ---------------------------------------------- |
| Temperatura máxima recorde (°C)                                                                 | 38,8                                           | 38,2                                           | 38,2                                           | 36,1                                           | 35,8                                           | 36,4                                           | 37,3                                           | 39,4                                           | 40,2                                           | 41,1                                           | 39,6                                           | 39,7                                           | 41,1                                           |
| Temperatura mínima recorde (°C)                                                                 | 20,7                                           | 20,8                                           | 20,7                                           | 20,7                                           | 19,2                                           | 18,9                                           | 16,8                                           | 17,8                                           | 20,4                                           | 21,3                                           | 20,7                                           | 20,6                                           | 16,8                                           |
| Precipitação (mm)                                                                               | 78,1                                           | 131,4                                          | 200,3                                          | 174,5                                          | 78,2                                           | 27,8                                           | 15                                             | 3,5                                            | 2,5                                            | 4,4                                            | 13                                             | 25,3                                           | 754                                            |
| Fonte: EMPARN (médias de precipitação: 1911-2013; recordes de temperatura: 25/11/2020-presente) |                                                |                                                |                                                |                                                |                                                |                                                |                                                |                                                |                                                |                                                |                                                |                                                |                                                |

## Subdivisões
Serra Negra do Norte é formado apenas pelo distrito-sede e, segundo divisão oficial reconhecida pelo IBGE, o município é dividido em seis bairros, sendo o Ambrozina mais populoso, com 1 435 habitantes.
| Bairros oficiais de Serra Negra do Norte (IBGE/2010) |           |        |          |
| Bairro                                               | População | Homens | Mulheres |
| Ambrozina                                            | 1 468     | 727    | 741      |
| Arécio Batista                                       | 584       | 291    | 293      |
| Centro                                               | 1 135     | 525    | 610      |
| Derosse Mariz                                        | 323       | 157    | 166      |
| Helvécio Praxedes                                    | 819       | 380    | 439      |
| Liberdade                                            | 668       | 351    | 317      |